# Anton Rolandsson Martin
Anton Rolandsson Martin, född 3 augusti 1729 i Reval i nuvarande Estland, död 30 januari 1785 i Åbo i nuvarande Finland, var en svensk botaniker, en av Carl von Linnés lärjungar. 

## Biografi
Anton Rolandsson Martin var son till Roland Martin och Ulrika Charlotta Rotkirch; farfadern Anton Martin var en vallonsk rådman i Gävle och gift med en dotter till Petrus Fontelius och Katarina Bure från Bureätten. Anton Rolandsson var kusin till Roland Martin.
Anton Rolandson Martin blev student vid Kungliga Akademien i Åbo 1743. Under Mennander, Browallius och Leche kom han att resa i den linnéanska andan och inventera den finska faunan. När han 1753 anlände till Stockholm upprättades kontakt med Kungliga Vetenskapsakademiens sekreterare Pehr Wilhelm Wargentin. Därefter inleddes studier vid Uppsala universitet. 
Hans studier resulterade i en disputation under Linnés presidium 1757 om mossläktet Buxbaumia, "Dess beskrifvning och naturaliehistorie". Följande år kom Linné, som berömde honom som "flitig och kvick", att sända honom med valfångaren De Visser till Spetsbergen. Fartyget ägdes av Peter S. Bagge, handelsman i Göteborg. Den sistnämnde han redan 1755 tillfrågat Linné om denne hade någon lämplig discipel att sända till Arktis, allt på Bagges bekostnad. 
Martin reste i den merkantilistiska andan till Arktis. Uppdraget var att noggrant undersöka naturalier och djur/fiskelivet vid Spetsbergen. Resultatet av resan har tidigare beskrivits som fruktlöst, men så var egentligen inte fallet. Martin lyckades spåra sillens vandring och dess föda. Följande år reste Martin till Norge, uppmuntrad av Vetenskapsakademien som givit honom biskopen Pontoppidans naturaliehistorie. I Norge undersöktes fisket och jordbruket mycket noggrant, och på hemvägen utfördes undersökningar i Skåne. 
Martin insjuknade 1761 i kallbrand, vilket ledde till amputation av ett ben och han flyttade därefter tillbaka till Finland. Där ägnade han sig åt medicinska experiment och publicerade flera uppsatser i Vetenskapsakademiens handlingar. Därtill uppbar han ett livslångt stipendium av akademien. Kontakten med Linné och Wargentin uppehöll han livet ut. Hans dagbok, Dagbok vid en resa till Norrpolen eller Spitsbergen 1758, utgavs först 1881 i tidskriften Ymer, utgiven av Svenska sällskapet för Antropologi och Geografi.